# Небера Павло Володимирович
Небера Павло Володимирович — радянський і український кінооператор.

## Життєпис
Народився 13 квітня 1955 р. у Львові в родині режисера-документаліста В. П. Небери. 
Закінчив Київський державний інститут театрального мистецтва ім. І. Карпенка-Карого (1977). 
Член Національної Спілки кінематографістів України.Художній керівник курсу операторської майстерності Київського Університету Культури і Мистецтв.
сім'я:  дружина Марина Миколаївна (1958), син Павло Павлович (1983) - звукорежисер, онука Ніка Павлівна (2015)

## Фільмографія
Зняв фільми:
- «Скляне щастя» (1981, у співавт.)
- «Вир» (1983, 2-й оператор у співавт.)‎
- «Женихи» (1985, 2-й оператор у співавт.)
- «На дворі XX століття» (1986)
- «Грішник» (1988, 2-й оператор у співавт.)
- «Камінна душа» (1989, у співавт.)
- «Допінг для янголів» (1990, у співавт.)
- «Із житія Остапа Вишні» (1990, у співавт.)
- «Кому вгору, кому вниз» (1991, 2-й оператор у співавт.)
- «Серця трьох» (1992)
- «Серця трьох — 2» (1993)
- «Графиня де Монсоро» (1997, телесеріал)
- «Слід перевертня» (2001, телесеріал, Ю.с)
- «Лялька» (2002, 12-серіний телефільм)[1].,
- «Роксолана» (2003, телесеріал),[2][3]
- «Повернення Мухтара-5» (2009, телесеріал)
- «Жіночий лікар» (2012, у співавт.)
- «Жіночий лікар-2» (2013, у співавт.)
- «Пастка» (2013)
- «Особиста справа» (2014)
- «Заборонене кохання» (2016)
- «Сутичка» (2017)
- «На краю безодні» (2018)
- «Напів-захисник» (2018)
- «Таємниці» (2019)
- «На твоєму боці» (2019) та ін.

Оператор відеокліпу:
- 2000 — Павло Зібров «Істамбул»[2]